# 辽宁省图书馆
辽宁省图书馆是位于中国辽宁沈阳浑南的由辽宁省人民政府兴办的省级综合性公共图书馆，隶属辽宁省文化厅领导。
该图书馆的前身可追溯至20世纪40年代位于哈尔滨的东北图书馆，后历经搬迁、新建。现如今的辽宁省图书馆建筑面积达10.3万平方米，总开放面积6万余平方米，馆藏文献达678.6万册（件），其中古籍藏书62.3万册（其中善本书12万册，宋元版书近百部）；藏有大量珍贵老旧方志、解放前日文文献等地方史料资源。
2023年，辽宁省图书馆服务读者次数达443.1万人次。

## 历史

### 东北图书馆
辽宁省图书馆的前身是东北图书馆，1947年筹建，1948年8月15日于哈尔滨开馆，因为是中国共产党建立的第一所公共图书馆，诞生之初就以有别于旧时期图书馆的面貌展现在读者面前。1949年迁至沈阳，地址为今张氏帅府博物馆所在地。

### 辽宁省图书馆（万柳塘路址）
1955年，东北图书馆更名为辽宁省图书馆。1989年开始兴建位于万柳塘路111号的辽宁省图书馆，建筑面积3.2万平方米，1998年8月15日正式开放。

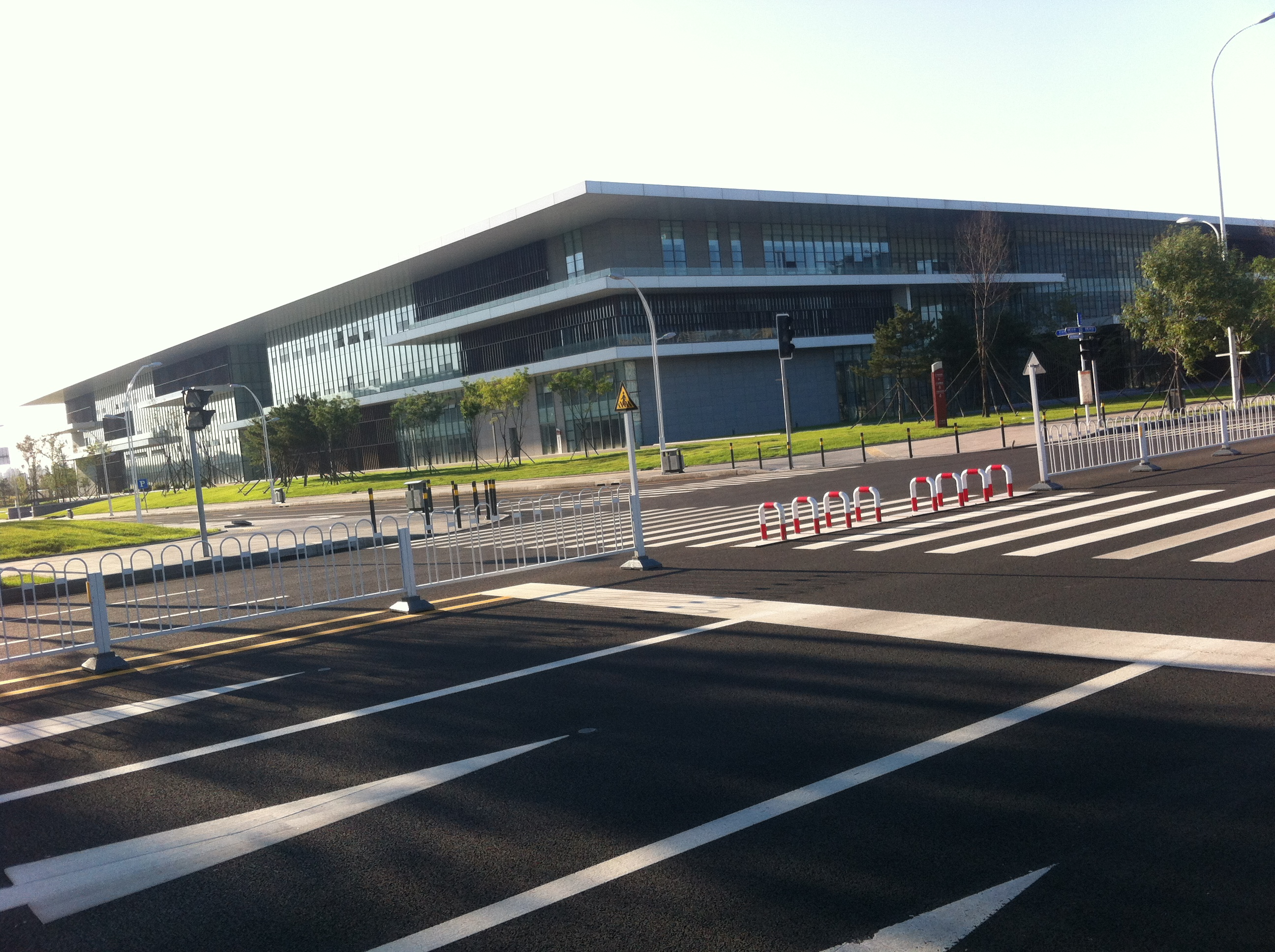
智慧二街168号：辽宁省图书馆新址

### 辽宁省图书馆（浑南新址）
2010年8月15日，119次省长办公会议决定，新建省博物馆、省群众艺术馆，迁建省图书馆、科技馆、档案馆等机构，推动辽宁文化事业和文化产业，同年7月位于沈阳市浑南区的辽宁省图书馆新馆开始动工建设，于2013年主体完工。2015年7月，辽宁省图书馆开馆，同年8月22日一期对外试开放，2016年1月9日二期试开馆，2017年4月23日全面开馆。辽宁省图书馆新址位于沈阳市浑南区智慧二街168号。

## 争议
2014年5月7日，辽宁省图书馆于沈阳市一环处的旧址闭馆，搬迁到位于三环外的浑南新馆址。同年5月末，中国民主同盟沈阳市委向政府反应新馆位置偏远，交通不便，难以利用，群众频繁到旧馆退订图书证的问题，建议未来文化设施的选址建立应广泛征集群众意见建议，避免事倍功半，希望有关部门加强图书馆服务和公共交通的便民建设。